# Temple (Teksas)
Temple – miasto w Stanach Zjednoczonych, w stanie Teksas, w hrabstwie Bell.
W mieście rozwinął się przemysł meblarski, spożywczy oraz materiałów budowlanych.

## Demografia
Według przeprowadzonego przez United States Census Bureau spisu powszechnego w 2020 miasto liczyło 82 073 mieszkańców, co oznacza wzrost o 24,2% w porównaniu do roku 2010. Natomiast skład rasowy w mieście wyglądał następująco: Biali nie-latynoscy 51,8%, Latynosi 28,9%, osoby czarnoskóre lub Afroamerykanie 15,2%, Azjaci 1,6% i osoby rasy mieszanej 6,4%.